# Zelotes caucasius
Zelotes caucasius är en spindelart som först beskrevs av Ludwig Carl Christian Koch 1866.  Zelotes caucasius ingår i släktet Zelotes och familjen plattbuksspindlar. Inga underarter finns listade i Catalogue of Life.